# 厲曼婷
厲曼婷，台灣填詞人，1989年出道，發表的第一首歌詞是江淑娜的《來不及變心》，代表作品包括《花心》、《離人》和《甲乙丙丁》等。

## 作品
- 《笑紅塵》
- 《為愛犯了罪》
- 《有一點動心》
- 《太想愛你》
- 《陪你狂亂》
- 《情冷卻》
- 《枉費情深》
- 《何必問對問錯》
- 《走過》
- 《捨不得把眼睛睜開》
- 《分手》
- 《愛錯了時候》
- 《放一顆心》
- 《從前》
- 《愛了就算》
- 《飛越迷霧》
- 《萍水相逢》
- 《隱隱寂寞》
- 《真的怕了》
- 《豁然開朗》
- 《離人》
- 《花心》
- 《燃燒一瞬間》
- 《才子佳人》
- 《別讓情兩難》
- 《始終祇愛你》
- 《溫柔殺手》
- 《因為有你有我》
- 《心中只有你》
- 《對愛不放心》
- 《孤單的夜裡我不孤單》
- 《北極雪》
- 《甲乙丙丁》
- 《I can't cry》
- 《長頭髮》
- 《傻瓜與野丫頭》
- 《妳給我一片天》
- 《熟悉》
- 《花很迷惘》
- 《倆倆相忘》
- 《遺忘》
- 《Only for you》
- 《我們是朋友》
- 《暖心》
- 《人海中遇見你》
- 《一起說夢》
- 《往事借過》
- 《LUNA》[1]
- 《變了心》